# كورزيوني
كورزيوني (بالإيطالية: Corsione)‏ هي بلدة وبلدية في مقاطعة أستي في إقليم بييمونتي في جنوب إيطاليا.

## السكان
في سنة 1861 بلغ عدد السكان 568 نسمة، وتطور العدد ليصل في سنة 2011 لـ 205 نسمة.
يظهر هذا المخطط البياني تطور النمو السكاني لـ كورزيوني